# Богдан Морфов
Богдан Василев Морфов е български инженер и общественик.

## Биография
Роден е в Калофер на 12 ноември 1872 г. Брат е на Христина Морфова и композитора Александър Морфов и баща на Петър Морфов. Завършва гимназия в София. Според книгата на Христо Станишев, държал да следва за инженер, въпреки настоянието на баща му да следва медицина и да остави този „пиян занаят“. От 1890 до 1894 следва и завършва инженерни науки в Гентския университет в Белгия.
В периода 1889 – 1905 е инженер в строителния отдел на железниците. Участва в проектирането и построяването на железопътните линии София – Роман, Сараньово – Пловдив – Стара Загора, пристанищата в Русе, Свищов, Лом и Бургас. Ръководи и завършва построяването на бургаското пристанище (1896 – 1903). Делегат в комисията за определяне на границата с Румъния по талвега на река Дунав (1903). Директор е на Главната дирекция на железниците и пристанищата от 1907 до 1920 г. Министър на железниците, пощите и телеграфите в правителството от 1913 в 34-то правителство на Царство България с министър-председател Васил Радославов от 4 юли 1913 до 20 декември 1913 г.
Член е на българската делегация преди подписването на Ньойския договор. След преврата от 9 юни 1923 г. е назначен за председател на българската делегация на Лозанската конференция. Пълномощен министър в Париж от 1923 до 1931 г. Почива през 1949 година в София.